# Església parroquial de Nostra Senyora dels Àngels (El Toro)
L'Església Nostra Senyora dels Àngels d'El Toro, a lacomarca de l'Alt Palància, és una església de confessió catòlica, erigida al segle xvii, a la Plaça de l'Església s/n al nucli poblacional d'El Toro. Està catalogada com Bé Immoble de Rellevància Local.

## Descripció historicoartística
L'edifici està construït externament seguint les pautes de la tradició  gòtica, encara que a l'interior se segueixen els gustos renaixentistes típics de l'època de la construcció. Es va construir amb maçoneria de maons ide carreus a les cantonades.
El temple presenta una sola nau (dividida en quatre trams), amb capelles laterals (que fan de contraforts), la capella del Sagrari és al presbiteri; i volta de canó, amb llunetes, sobre arcs de mig punt que recolzen en pilars de capitell toscà.
A l'interior es conserva una creu parroquial gòtica de tres tallers valencians i alguns altars del segle xvii amb pintures. Destaca també la decoració general del temple, com passa amb la pintura mural de la part inferior del cor. Conserva rajoles decoratives de l'època
Als peus de la planta hi ha una porta que presenta llinda, tot i que està tapiada. En el costat de l'epístola s'obre una segona porta a 1695, amb fornícula i custodiada per columnes. Les dues portes presentaven frontó trencat.
El campanar està adossat a l'absis i té tres cossos, comptant tots amb obertures, en els dos primers cossos són petites finestres, mentre que en l'últim es tracta de dues obertures de forma semicircular a cada costat, i acaba amb remat. S'accedeix a la torre per l'exterior.
Té una coberta a dues aigües amb ràfecs de teules de tres filades i de fusta, protegint la porta del costat de l'epístola. També compta amb cúpula de ceràmica blava i blanca.